# São Miguel do Araguaia
São Miguel do Araguaia é um município brasileiro do estado de Goiás, localizado na Região Geográfica Intermediária de Porangatu - Uruaçu e na Região Geográfica Imediata de Porangatu. Sua população conforme censo do IBGE de 2022 era de 21 900 habitantes. É um município em destaque geográfico por ser o município mais ao norte de Goiás, e possuir seu ponto geográfico extremo localizado na região.

## História
A região onde foi fundada a cidade de São Miguel do Araguaia começou a ser povoada em 1952, com a chegada de José Pereira do Nascimento, Lonzorick Belém e Ovídio Martins de Souza, que tinham como objetivo desenvolver projetos agropecuários. Na época o povoado era chamado pelos viajantes de "Povoado da Ponta da Linha", pois era ali o fim da estrada até o momento.
O mérito de fundador do município foi dado a José Pereira do Nascimento que ficou muito conhecido pela prática de curandeirismo e rituais espíritas. As primeiras casas de adobe e pau-a-pique foram construídas pelas pessoas que vinham em busca da cura para os males do corpo e do espírito às margens do Córrego São Miguel (Córrego da Balança), nome que oficialmente passa a denominar o Povoado.
As terras férteis banhadas pelo Rio Araguaia atraíram colonos de várias partes do país, principalmente de Minas Gerais, levando o estado a lotear as terras ainda sem donos na região. Isso resultou no aumento da produção agrícola e no desenvolvimento acelerado da região. Só em 14 de novembro de 1958, através da lei estadual de nº 2137, o povoado foi reconhecido pelo estado como município e denominado oficialmente São Miguel do Araguaia. O nome foi escolhido em louvor a São Miguel Arcanjo, e incorporando o nome do Rio Araguaia pela sua proximidade. O maior crescimento do município se deu entre 1960 a 1963, quando milhares de colonos de diversas regiões chegaram ao município, desbravando matas, formando extensas lavouras e pastagens, sendo que por um curto período o município foi conhecido como a capital do arroz no estado.
Cortado pelas rodovias BR 080 , GO-164 e GO-244, o município de São Miguel do Araguaia está localizado a 483 quilômetros de Goiânia, a capital do Estado e a 50 km de Luiz Alves do Araguaia (Rio Araguaia).
A BR 080, anteriormente denominada GO-244 no trecho que liga São Miguel do Araguaia até o povoado de Luiz Alves, passou a fazer parte da BR 080. Em 2009, esse novo trecho foi beneficiado com a pavimentação asfáltica.
Localizado às margens do Rio Araguaia, através do porto de Luiz Alves, com belíssimas e únicas paisagens naturais e magnificas praias fluviais, São Miguel do Araguaia é o ponto de acesso à Ilha do Bananal, maior ilha fluvial do mundo. São Miguel do Araguaia vive da agricultura, pecuária, turismo e comércio.

## Infraestrutura

### UEG
O município de São Miguel do Araguaia conta com uma unidade da Universidade Estadual de Goiás que oferece cursos universitários de Licenciatura Plena em Pedagogia e Letras.

### Praça Ovídio Martins
A Praça Ovídio Martins é a principal praça de São Miguel do Araguaia, também chamada de Praça Central da cidade. A praça foi nomeada em homenagem a um dos três principais pioneiros da cidade: Ovídio Martins de Souza. A Praça Ovídio Martins fica localizada entre a Avenida José Pereira do Nascimento e a Avenida Goiás, e entre a Rua Quatro e Rua Cinco, no Setor Centro.

### Lago Municipal

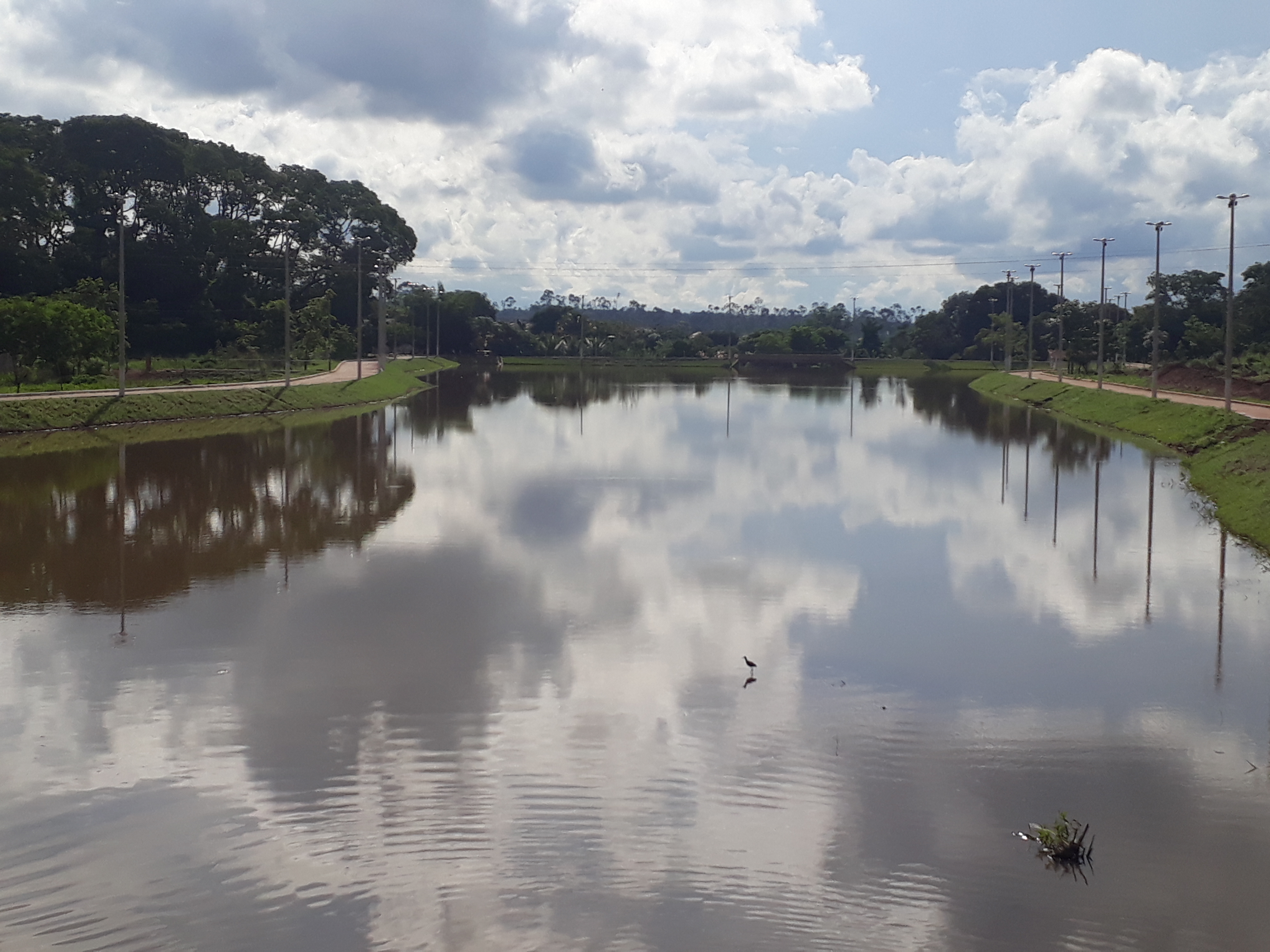
Lago de São Miguel do Araguaia

Outro lugar bastante frequentado pela população local, e também usado como pista de caminhada ao ar livre, é o Lago Municipal.
o lago é artificial e foi construído entre os anos de 2012 e 2016, na gestão da, então prefeita, Adailza Crepaldi.
O volume de água do lago é abastecido pelo Córrego São Miguel, o mesmo córrego onde iniciou a povoação do local e que dá nome ao município de São Miguel do Araguaia.
Localizado entre os bairros: Vila São João, Morada do Sol e o Centro, o lago pode ser acessado pelas ruas: 4 (Centro - Morada do Sol), 5 (Centro - Lago), 6 (Centro - Lago) e 7 (Centro - Vila São João).

### Terminal Rodoviário
O município possui apenas um Terminal Rodoviário, popularmente chamado de Rodoviaria. Fiscalizada pela AGR, o terminal atualmente conta com quatro operadoras de transporte rodoviário: Araguarina, Expresso, Goiás Norte e Real Maia. Localizado na Avenida Benjamin Joaquim da Silva, no Setor Aeroporto, o terminal possui lojas de variedades e lanchonete. Os usuários também tem acesso a banheiros, acentos, tv e tomadas.

### Feira Municipal
Tradição na cidade, até 2012, a feira acontecia todo domingo na Avenida Goiás, no trecho entre as ruas oito e nove. A primeira foi construída nos anos 90, ao lado da escola Dom Bosco, foi rejeitada pelos feirante devido a localização considerada periférica. O local passou a ser usada como quadra esportiva, para a prática de futsal. Assim continuaram na Avenida Goiás até 2012, quando foi inaugurada a nova feira coberta do município na Avenida Piauí, no setor Santos Dumont. Apesar de consideravelmente longe do centro do município, os feirantes aderiram a ideia. Ao lado da feira, também foi construído um ginásio poliesportivo.

### Aeroporto
O Aeroporto do município de São Miguel do Araguaia fica à menos de 10 quilometros do centro da cidade, próximo a Rodovia GO-164 no sentido de Nova Crixás,  localizada na Região Noroeste do Estado de Goiás.

| Siglas                   | Coordenadas Geográficas                         | Pista                                                                         | Operação                      | Empresas Aéreas                                                           |
| ------------------------ | ----------------------------------------------- | ----------------------------------------------------------------------------- | ----------------------------- | ------------------------------------------------------------------------- |
| SQM (IATA) - SWUA (ICAO) | Latitude - 13°20′02″S – Longitude - 50°12′21″ W | Asfaltada com 1500 m de comprimento por 30 m de largura e a 381 m de altitude | Diurna por aproximação visual | Não há nenhuma empresa operando voos comerciais regulares neste aeroporto |

## Cultura e lazer
A Praça Ovídio Martins é o principal ponto de manifestações artísticas e culturais do município. Mas também acontece eventos em outras localidades como o Canteiro Central e Feira Coberta. Os principais eventos de manifestações culturais e artísticas são: Culturarte, Folia de Reis, Carnaraguaia, Festival de Música de São Miguel do Araguaia e Araguaia Rock.

### Passeio ciclístico
Idealizado pelo professor de educação física, Gilvan Pereira, o Passeio Ciclístico de São Miguel do Araguaia à Luiz Alves é um evento que promove, entre os participantes, o lazer e a conscientização ambiental através da prática do ciclismo. O projeto, que incentivou e inspirou adeptos das pedaladas, ajudou a aumentar o número de praticantes e consequentemente a venda de bicicletas no município.

### Culturarte

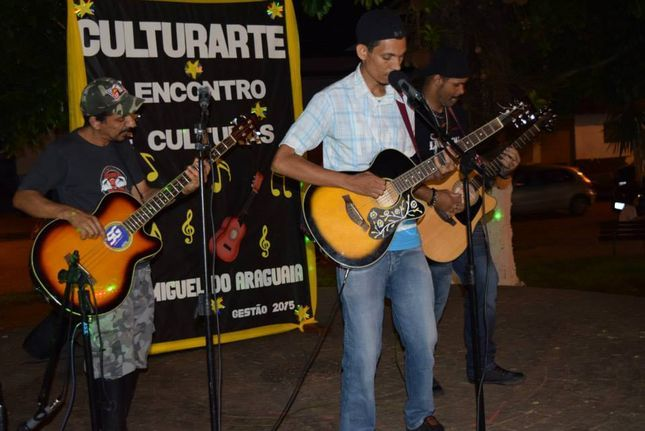

Iniciado em 2015, a Culturarte é uma Feira de Encontro de Culturas, onde são exposto artesanatos, comidas típicas e música regional.
O objetivo do projeto é fomentar a produção artística através do incentivo e da divulgação. Artes visuais, música, etc.

### Folia de Reis
Os grupos de foliões de São Miguel do Araguaia, Companhia dos Três Reis Santos, organizado pelo locutor Frank Júnior, e a companhia liderada pelo senhor João Batista conhecido como "Tista" são os dois grupos que mantem a cultura foliã viva e representa a região no encontros estaduais e nacionais de foliões.

### Carnaraguaia
O "Carnaraguaia" é um carnaval fora de época que acontece anualmente as margens do Rio Araguaia durante a temporada de férias, no mês de julho no distrito de Luiz Alves.
A festa movimenta a cidade e atrai pessoas de toda a região, pois é para o público uma boa oportunidades de apreciar shows de artistas e bandas nacionalmente conhecidos, como: Companhia do Pagode, Banda Nechevile e Léo Santana.

### Festival de Música
Idealizado pelo então radialista e mais tarde eleito vereador, Sinomar Moreira Da Silva, mais conhecido como "Maradona", o festival de musica de São Miguel do Araguaia, acontece anualmente nos dias 10 a 14 de Novembro, coincidindo com o aniversário do município. São cinco dias de festa que atrai músicos e cantores de diversos municípios para interpretarem musicas de vários gêneros: MPB, Sertanejo e Gospel. Boa parte dos músicos da região começaram a partir do festival. Exemplo disso tá na lista de vencedores de 2011 que inclui as cantoras: Grasielly Silva (gospel) e Negra Jane (MPB), os cantores: Cassius Alessandro (vocalista da banda de forro, Swing da Cohab) e Juninho do Araguaia e até o guitarrista Silvio Dias (da banda de rock, Rotta SMA).
Mas mesmo com toda sua potencialidade artística e importância cultural para região, o festival deixou de ser realizado assim que seu idealizador veio a falecer.

### Araguaia Rock Festival
O Araguaia Rock é um festival de música que surgiu da união de um grupo de amigos músicos e simpatizantes do rocknroll que decidiram movimentar a cultura musical local e quebrar o monopólio da mesma. O festival é focado no rock alternativo independente e autoral.

#### 1ª edição
A primeira edição do festival aconteceu às márgens do Rio Araguaia no distrito de Luiz Alves, dia 13 de Julho de 2017, como parte da temporada de férias e foi realizado pela secretaria de turismo do município. As atrações dessa edição DEMO do festival foram as bandas: Rotta SMA, MC do Morro e PedRon (São Miguel do Araguaia), Casulo Fantasma (Uruaçu) e Lobinho e OsTrês Porcão (Goiânia).

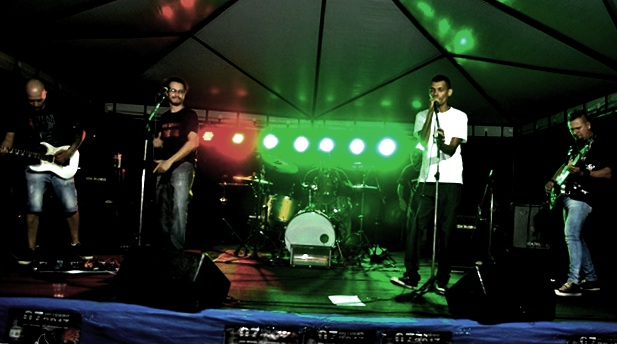
As bandas anfitriãs do evento: Norte 62 e Banda PedRon e uniram em uma só para o 1º Araguaia Rock Festival (7/10/2017).

#### 2ª edição
Foi no dia 7 de outubro de 2017 que aconteceu a segunda edição oficial do festival. A sequencia de shows foi aberta com o rapper MC do Morro, seguido das bandas de rock: Casulo Fantasma, Lobinho e os três porcão, Rotta SMA / PedRon, Almost Down e Sheena Ye.
Além dos shows, o festival contou com artistas plásticos apresentando, ao vivo, seus trabalho de criação. O evento contou mais uma vez com o apoio da Prefeitura, Secretaria de Turismo e comercio local.

#### 3ª edição
A terceira edição do festival está prevista para acontecer dia 8 de julho de 2022. Até o momento, foram anunciadas, no perfil da prefeitura no Instagram, as seguintes bandas: Norte 62, Lobinho e os três porcão, Burning Rage, Casulo Fantasma, Blowdrivers, Bizarrones e União Clandestina.

### Cavalgada Ecológica
A Cavalgada Ecológica acontece a vários anos e já se tornou uma tradição no município, já está na XVI edição, o evento começa em São Miguel e segue sentido ao distrito de Luiz Alves, mais de 45 km, percorridos a cavalo, passando pela zona rural até chegar às margens do Rio Araguaia. A cavalgada reúne tanto moradores locais quanto turistas que veem de loge para acompanhar o evento.
A realização é da prefeitura local em parceria com moradores e fazendeiros da região.

## Artistas e bandas da cidade

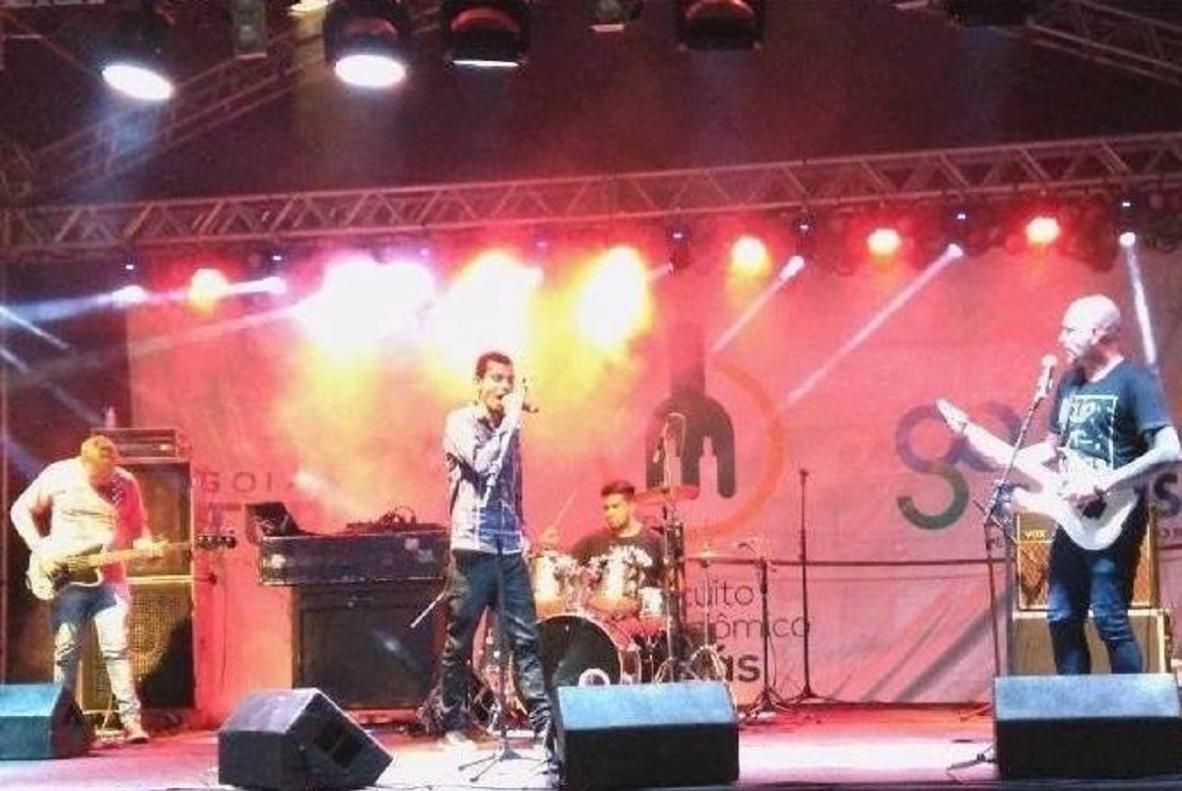
Banda Norte 62 no Circuito Gastronômico do Estado de Goiás 2017

O cenário musical local de São Miguel do Araguaia é bastante diversificado, e vai desde o hiphop representado pelos rappers MC do Morro e Dogão Araguaia até o rock autoral da banda Norte 62, passando pela MPB de Luiz Antonio Cêra e Job Ricardo, o sertanejo das duplas Wanderson & Geovane, Ouro Negro & Proença, Dilon & Marlon e o forró das bandas Meninos da Cohab, Swing da Cohab, Juninho do Araguaia, Mulekes do Forró, Edu Cantor e Katuaba.

## Futebol da cidade

### Campeonato Municipal de Futebol
O futebol em São Miguel do Araguaia acontece através do tradicional Campeonato Municipal de Futebol de Campo de São Miguel do Araguaia que é realizado anualmente pela prefeitura através da Secretaria Municipal de Desporto e Lazer. A competição que usa como palco principal o estádio municipal João Francisco Sena tem como campeãs mais recentes as equipes: Araguadiesel Esporte Clube (2006, 2007, 2008, 2009, 2011 ,2012 e 2013), Barrolândia Esporte Clube (2010).
O clube desportivo mais estruturado do município é o São Miguel Esporte Clube (SMEC). Cadastrado no CNPJ desde 2006, tem como principal atividade o esporte em si. A escolinha de futebol para crianças é uma das atividades mais relevantes no clube.  O clube em si, é mantido através do suporte finaceiro oferecido pela prefeitura através de contratos anuais.

## Prefeitos
Fonte: saomigueldoaraguaia.go.leg.br
| Período   | Prefeito(a)                     | Vice                           | Partidos    | OBS.:                                    |
| --------- | ------------------------------- | ------------------------------ | ----------- | ---------------------------------------- |
| 1959      | Ricardo Moreira                 | Ricardo Moreira                |             | Não chegou a assumir                     |
| 1959-1960 | Lonzorick Belém                 | João Raimundo de Faria         |             | Nomeados para o lugar de Ricardo Moreira |
| 1961-1966 | Jerônimo Joaquim de Oliveira    | Manoel Vilela                  |             |                                          |
| 1966-1970 | José Mendonça Ribeiro           | Joaquim Miranda                |             |                                          |
| 1970-1973 | Dorival Brandão de Andrade      | João Raimundo Faria            |             | Faleceu em 27/12/70, o vice assumiu      |
| 1973-1977 | José Lemos                      | Expedito Pereira de Alencar    |             |                                          |
| 1977-1980 | Cloves Ferreira da Costa        | Ubiraci Pires de Faria         |             | Renunciou em 25/05/80, o vice assumiu    |
| 1983-1989 | João Alves de Freitas           | Dorivan de Paula Souza         |             | 5 anos de mandato                        |
| 1989-1993 | Ubiraci Pires de Faria          | Waldivino Alves Aprígio        |             |                                          |
| 1993-1996 | Euler Cesar de Freitas          | Cibele Trancoso de Souza       | PMDB        |                                          |
| 1997-2000 | Antônio Luiz Peixoto            | Antônio Custódio Nunes         | PMDB        |                                          |
| 2001-2004 | Manuca Neres Brito              | Edgar de Lima                  | PST / PFL   |                                          |
| 2005-2009 | Adailton do Amaral              | Ademir Cardoso dos Santos      | PSDB e PMDB | Faleceu em 25/06/2007, o vice assumiu    |
| 2009-2012 | Ademir Cardoso dos Santos       | Aderi Francisco Marques        | PP / PEN    |                                          |
| 2013-2016 | Adailza Alves de Souza Crepaldi | Rogério Silveira Cruz          | PSC         |                                          |
| 2017-2020 | Nélio Pontes da Cunha e Vice    | Azaíde Donizeti Borges Martins | PSDB / PMDB | Renunciou em 28/08/2019, a vice assumiu  |
| 2021-2024 | Azaíde Donizeti Borges Martins  | Eduardo Seabra Tomaz           | PP          |                                          |